# Kościół Najświętszego Serca Pana Jezusa w Lipkach
Kościół Najświętszego Serca Pana Jezusa – rzymskokatolicki kościół filialny w Lipkach. Świątynia należy do parafii Najświętszej Maryi Panny Różańcowej w Brzezinie w dekanacie Brzeg południe, archidiecezji wrocławskiej.